# Lista autorilor de ocultism
Acesta este o listă a autorilor ocultiști:
Cuprins: Început - 0–9 A B C D E F G H I J K L M N O P Q R S T U V W X Y Z

## A
- Aisling Bronach

## B
- Franz Bardon
- Alice Bailey
- Annie Besant
- Helena Petrovna Blavatsky
- Isaac Bonewits
- Thomas Browne
- W. E. Butler

## C
- Peter Carroll
- Aleister Crowley
- Scott Cunningham

## D
- Arthur Dee
- John Dee
- Philip K. Dick
- Arthur Conan Doyle
- Gerina Dunwich

## E
- Mircea Eliade

## F
- Dion Fortune

## G
- Kenneth Grant
- G. I. Gurdjieff
- Gabriel López de Rojas

## H
- Phil Hine
- Bogdan Petriceicu Hașdeu

## J
- Jörg Lanz von Liebenfels

## K
- Gareth Knight

## L
- Anton LaVey
- Sybil Leek
- Eliphas Levi
- H. P. Lovecraft
- Fitz Hugh Ludlow

## M
- Arthur Machen

## O
- P. D. Ouspensky

## R
- Wilhelm Reich
- Israel Regardie
- Jane Roberts
- Paul Rydeen

## S
- Rudolf Steiner

## V
- Vasile Voiculescu

## W
- Arthur Edward Waite
- Robert Anton Wilson
- Samael Aun Weor

## Y
- William Butler Yeats
- Paramahansa Yogananda